# Nina Bovasso
Nina Bovasso (nascida em 1965) é uma artista americana.
Bovasso recebeu uma bolsa Guggenheim Memorial Fellowship em 2000, e o seu trabalho encontra-se incluído nas colecções do Museu de Arte Moderna de Nova York, do Museu Whitney de Arte Americana e do Museu de Belas Artes de Houston.